# Hümmәt
Die Muslimisch-sozialdemokratische Partei Hümmәt (aserbaidschanisch Hümmət Partiyası) war eine 1904 gegründete Partei, welche organisatorisch mit der SDAPR verbunden war. Sie erhob den Anspruch, die Interessen muslimischer Arbeiter zu vertreten. Zu den Mitgliedern gehörten wichtige aserbaidschanische Politiker wie Məhəmməd Əmin Rəsulzadə und Nəriman Nərimanov. Nach einer Phase der Bedeutungslosigkeit gewann die Partei im Zuge der Februarrevolution 1917 an Einfluss. Die Partei vertrat ähnliche Ziele wie die Bolschewiki, so stand sie für die Bekämpfung des Analphabetentums, die Gleichstellung der Geschlechter und die Säkularisierung der Gesellschaft. Sie wurde im Februar 1920 gemeinsam mit der Partei Ədalət (deutsch Gerechtigkeit) Teil der neugegründeten Kommunistischen Partei Aserbaidschans, der regionalen Unterorganisation der russischen KP.